# Pizarra
Pizarra è un comune spagnolo di 6 874 abitanti situato nella comunità autonoma dell'Andalusia.

## Geografia fisica
Il comune è attraversato dal Guadalhorce.